# 同相信号除去比
同相信号除去比（どうそうしんごうじょきょひ、英: Common-Mode Rejection Ratio、CMRR）とは、差動増幅回路などでの2つの入力に共通する入力信号を除去する傾向の尺度である。CMRRが高い増幅器は、（高い）電圧オフセット上の小さな電圧変動で表される信号を抽出したり、2つの信号の電圧の差が情報となる場合などに利用される。例えば、音響機器における平衡接続がある。
理想的な差動増幅回路は2つの入力電圧 {\displaystyle V_{+}} と {\displaystyle V_{-}} をとり、{\displaystyle V_{\mathrm {o} }=A_{d}(V_{+}-V_{-})} という出力電圧を生成する。ここで {\displaystyle A_{\mathrm {d} }} を差動利得と呼ぶ。しかし、実際の差動増幅回路の出力は次のようになる。
{\displaystyle V_{\mathrm {o} }=A_{\mathrm {d} }(V_{+}-V_{-})+{\frac {1}{2}}A_{\mathrm {cm} }(V_{+}+V_{-})}
ここで {\displaystyle A_{\mathrm {cm} }} を同相利得と呼び、差動利得よりもかなり小さいのが一般的である。
正のデシベルでCMRRを定義すると、次のようになる。
{\displaystyle \mathrm {CMRR} =20\log _{10}\left({\frac {A_{\mathrm {d} }}{|A_{\mathrm {cm} }|}}\right)}
CMRR は非常に重要な仕様であり、同相信号がどれだけ出力されるかを示している。CMRR の値は信号周波数に依存することが多く、その場合は周波数の関数として表す必要がある。
CMRR は信号線でのノイズ削減で重要となる。例えば、ノイズの多い環境で熱電対の出力を計測する場合、環境ノイズは両方の線のオフセットとして現れ、同相電圧信号となる。測定装置のCMRRにより、そのオフセットまたはノイズを減衰させるべき量が決定される。

## オペアンプの例
オペアンプには2つの入力 V+ と V− があり、開ループ利得を G とする。理想的にはオペアンプの出力は次の式で表される。
{\displaystyle V_{\mathrm {out} }=(V_{+}-V_{-})\cdot G_{\mathrm {openloop} }}
この式ではCMRRが無限大と仮定している。（相互に相対的な定数成分以外の）入力の変化がどちらも全く同じ量の場合、その変化は出力には現れない。実際にはこうはならず、CMRRが小さいほど、同相成分が出力に大きく現れる。典型的なオペアンプである 741 では CMRR は 90 dB であり、多くの場合これで十分である。通常の応用では 70 dB で事足りるが、精密な用途では 120 dB 以上の CMRR のオペアンプが使われる。